# Villa Cuauhtémoc
Villa Cuauhtémoc es una pequeña localidad mexicana ubicada al noreste de la ciudad capital del Estado de México, (Toluca) con una población en el año 2006 de 9,718 hab.; con una densidad de población de aproximadamente  13hab/km². Es cabecera municipal de Otzolotepec.

La comida característica de este poblado está conformada por tamales de frijol y haba y los acoziles, que son una especie de camarón de agua dulce que habitan en los ríos, así como también las mojarras y las ranas.

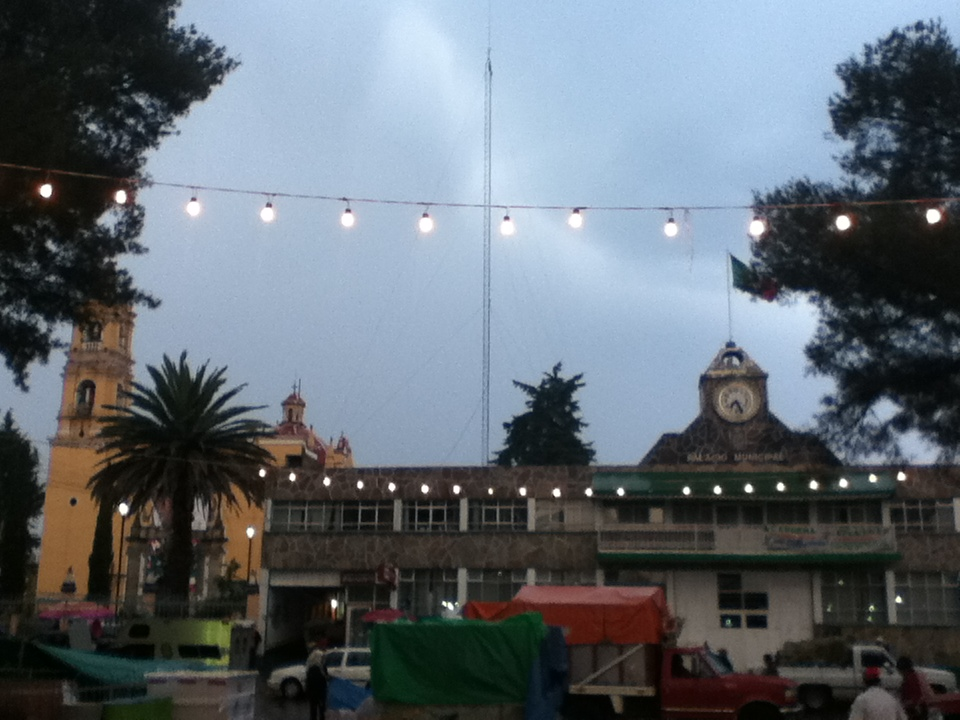
Iglesia de San Bartolomé y presidencia municipal en la Plazuela Hidalgo